# Majerovo vrilo
Koordinaten: 44° 48′ 53,3″ N, 15° 21′ 32″ O
Majerovo vrilo (laut amtlicher Karte Majerovo vrelo; vrelo = „Quelle“)  ist eine Karstquelle in Sinac, südöstlich von Otočac in Kroatien. Über das Flüsschen Sinačka pučina ist Majerovo vrilo eine der Hauptquellen der Gacka.

## Umgebung
Das Feld des Flusses Gacka (Gacko Polje) ist ein großes Karstfeld zwischen dem Velebit im Westen und der Kapela im Osten. Der Fluss speist sich aus mehreren Quellen, von denen Tonkovićevo vrilo, Klanac, Majerovo vrilo und Pećina die größten sind. Ihre Schüttung macht zusammen 94 % des Flusswassers aus. Der ursprüngliche Flusslauf der Gacka war 32 km lang, seit dem Bau des Wasserkraftwerkes Senj in den 1960er-Jahren beträgt er nur noch 11 km, da im Gebiet der Stadt Otočac der größte Teil des Wassers durch Tunnel in einen Speichersee geleitet wird.

## Quelle und Nutzung
Majerovo vrilo ist die drittgrößte Quelle der Gacka, nach Messungen zwischen 2008 und 2010 trägt sie etwa 24 % der Gesamtwassermenge des Flusses bei. Die mittlere Schüttung betrug in dem genannten Messzeitraum 3.264 l/s, das Minimum lag bei 1.000 l/s, das Maximum bei 21.030 l/s. Dieses Wasser entströmt einem ovalen, etwa 15 mal 25 m durchmessendem Quelltopf, der sich in weiterer Folge als flacher Teich wenige dutzend Meter bis zu einer abfallenden Geländekante im Westen und Südwesten ausbreitet. Eine erste systematische Betauchung und Vermessung des Quelltopfes fand 1996 durch den Verein für Höhlenkunde Obersteier statt, damals gelang es, die Höhle auf mehr als 220 m Länge und 42 m Tiefe zu erforschen. Spätere Forschungen erweiterten den bekannten Bereich der Unterwasserhöhle auf über 620 m Länge und 104 m Tiefe.
Das Einzugsgebiet des Wassers befindet sich in den Hängen der Kapela nördlich und nordöstlich des Flusses auf einer mittleren Höhe von 1020 Meter über Adria, es liegt damit höher als jenes der anderen Gacka-Quellen. Nach Osten hin überlagert sich das Einzugsgebiet der Majerovo Vrilo mit jenem der  Quellen Tonković und Klanac. Die mittlere Temperatur des Wassers beträgt 9,1 Grad.
Über das rund 2,5 km lange Flüsschen Sinačka pučina fließt das Wasser der Majerovo Vrilo nach Südwesten in die Gacka.

### Ehemalige und heutige Nutzung
Bis ins 20. Jahrhundert wurden an der Gacka etwa 60 Wassermühlen und Sägewerke betrieben. Wegen des für den Antrieb der Wasserräder nötigen Gefälles wurden natürliche Geländestufen als Standorte gewählt. Die Geländekante westlich des Majerovo vrilo ist ein solcher Punkt. Die dort befindlichen Mühlen, eine Stoffwalke und das ehemalige Sägewerk wurden teilweise restauriert und zu Demonstrationszwecken wieder in Betrieb genommen und das Gelände durch Holzstege erschlossen.

Galerie
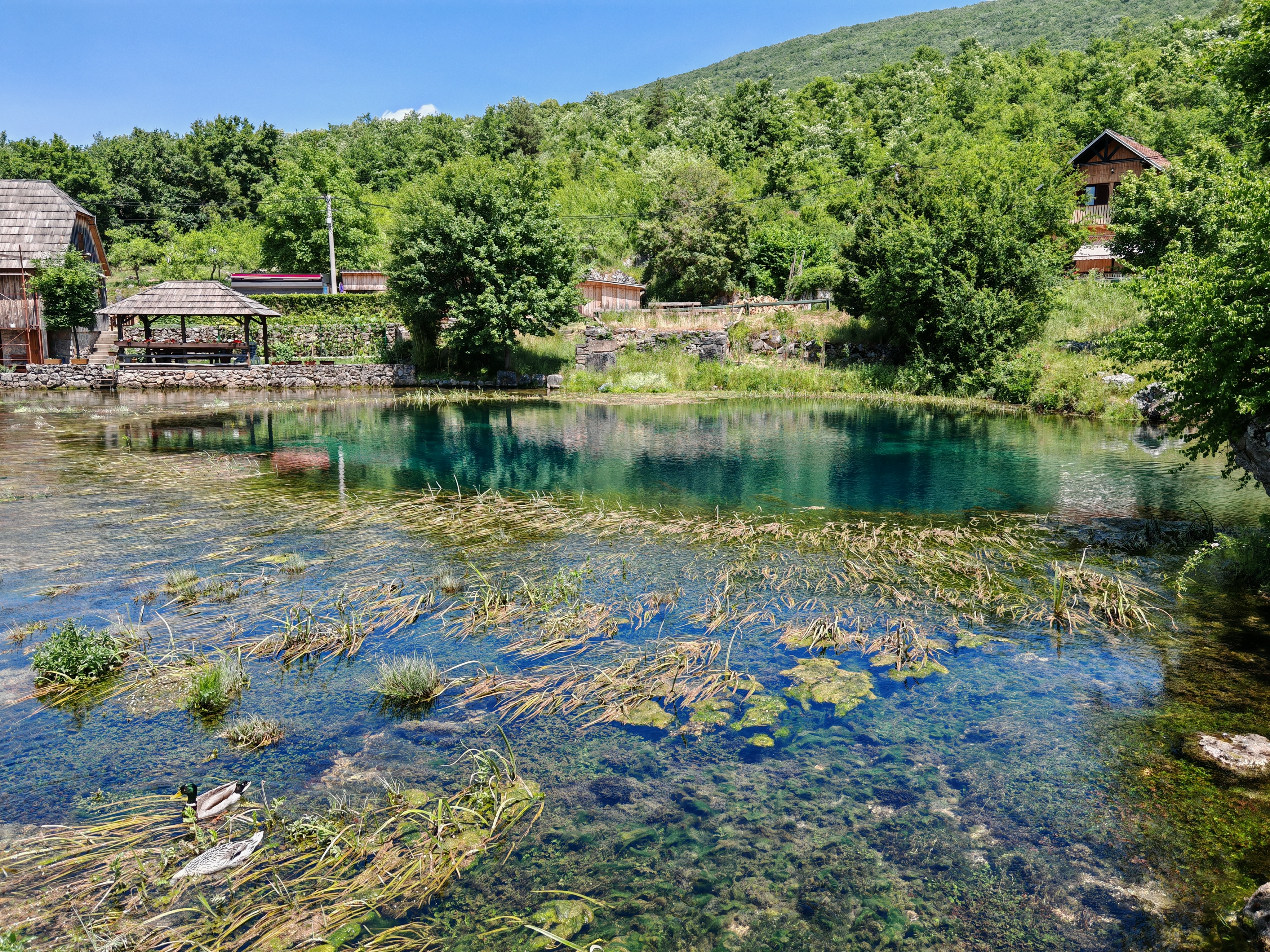
Blick von Süden auf den Quelltopf
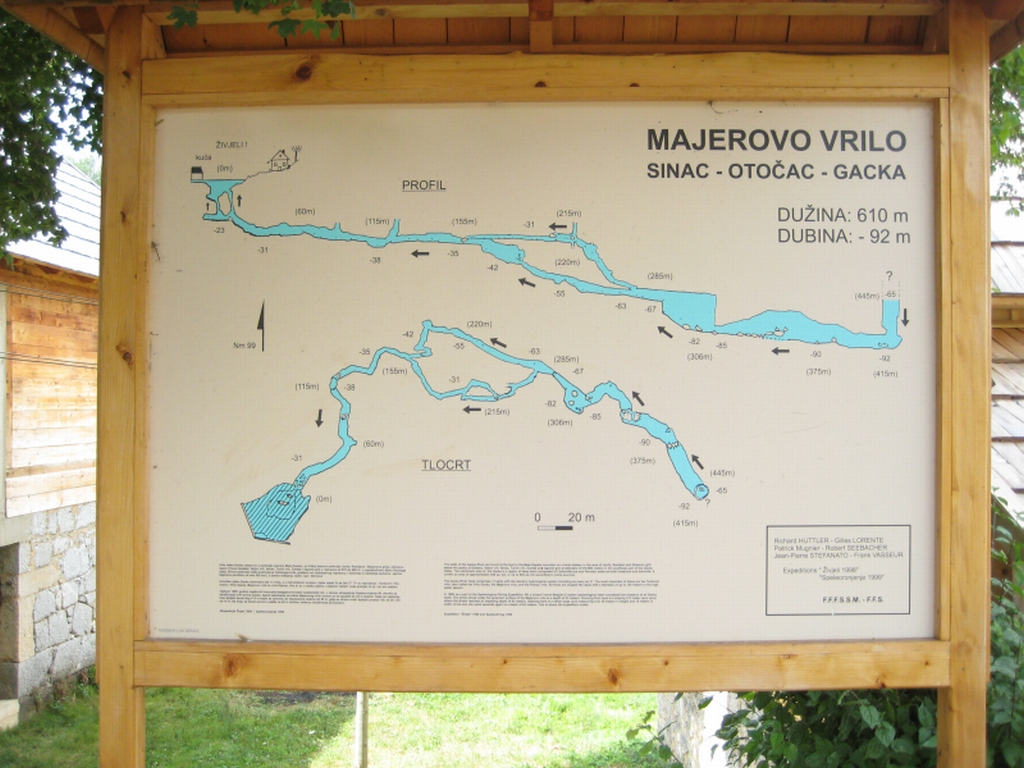
Leicht veralteter Plan des Höhlensystems
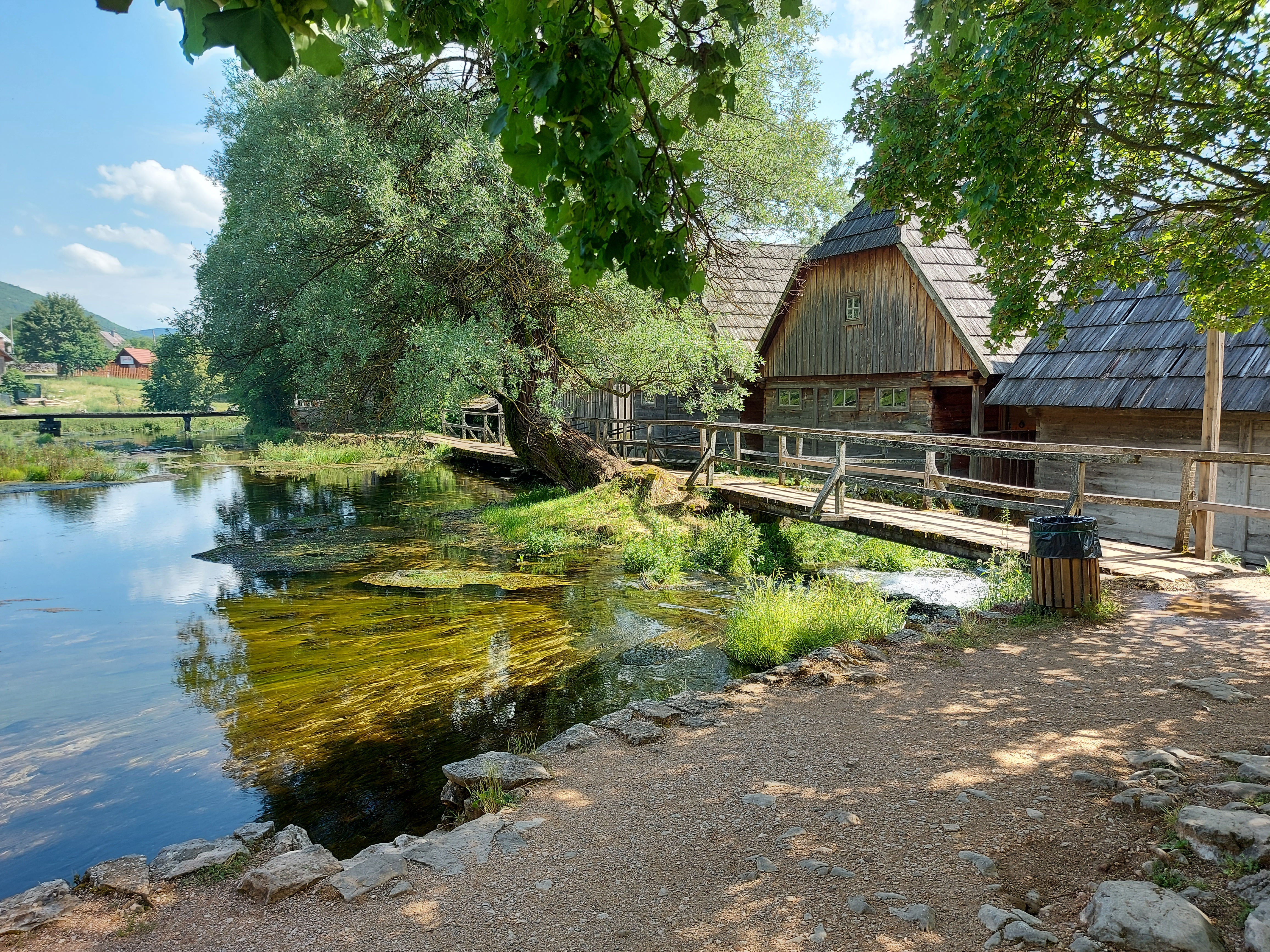
Regulierte Abläufe des Quellteiches mit Mühlengebäuden
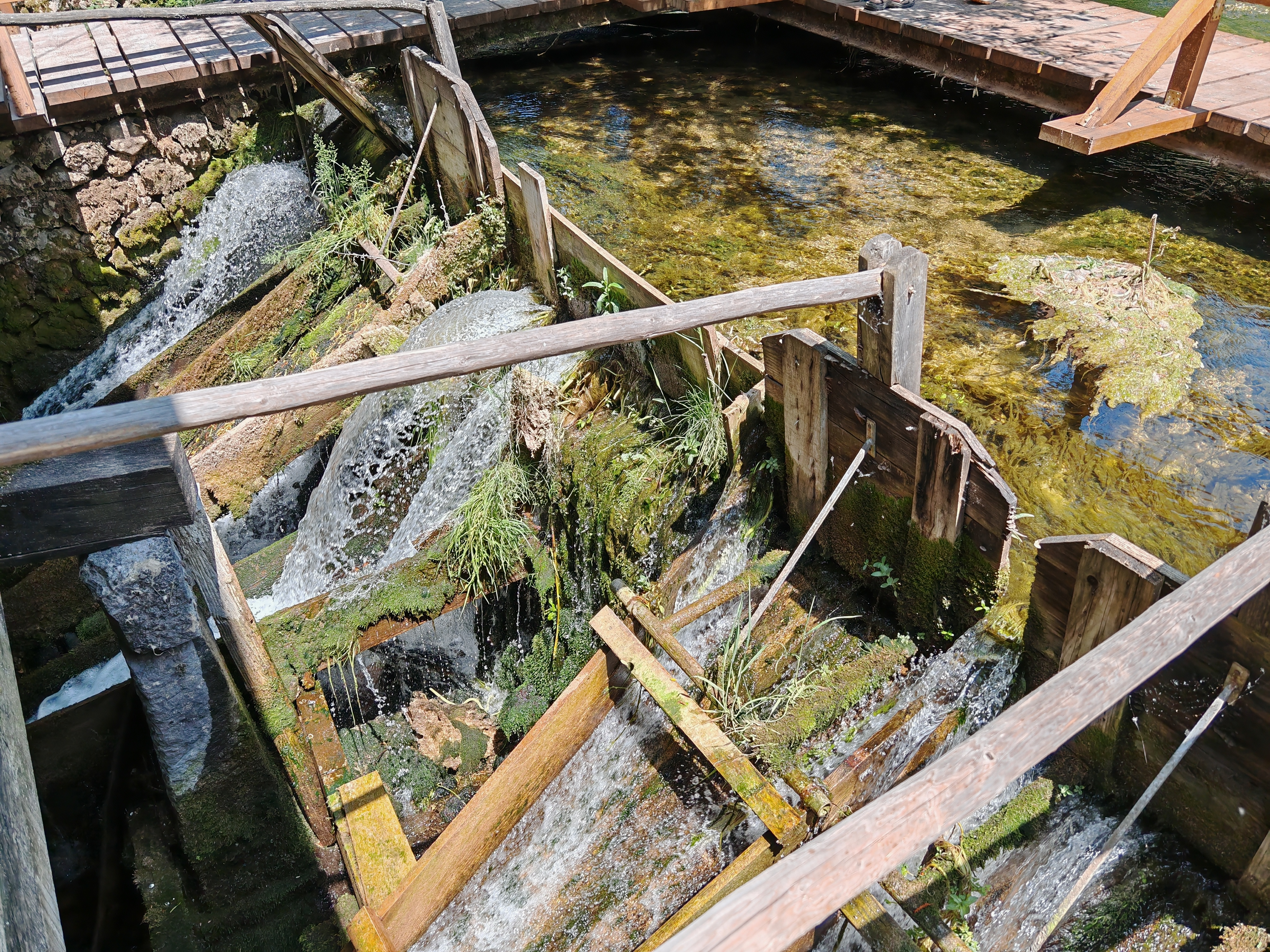
Schuber zur Inbetriebnahme einzelner Mühlräder
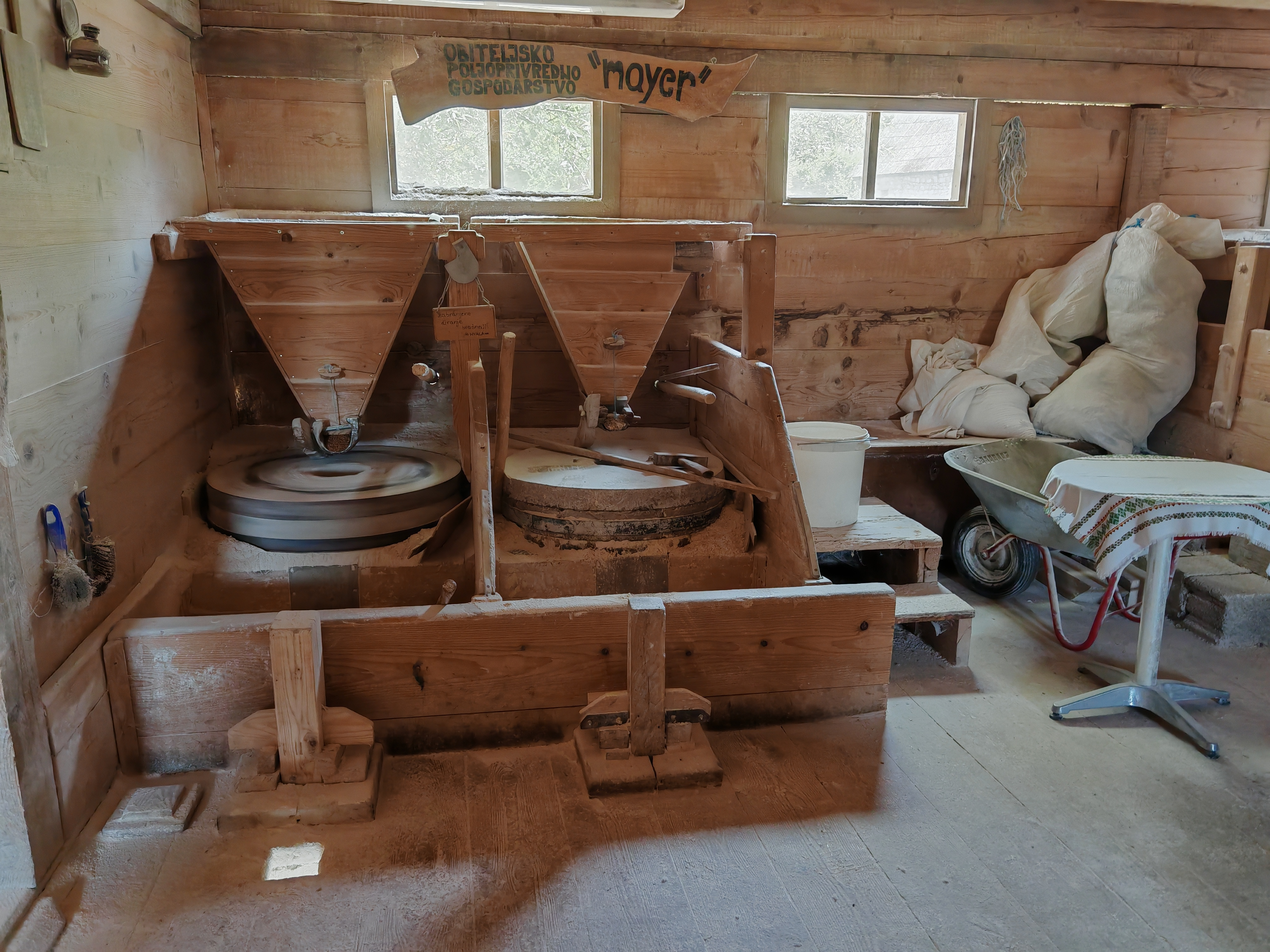
Laufende Getreidemühle
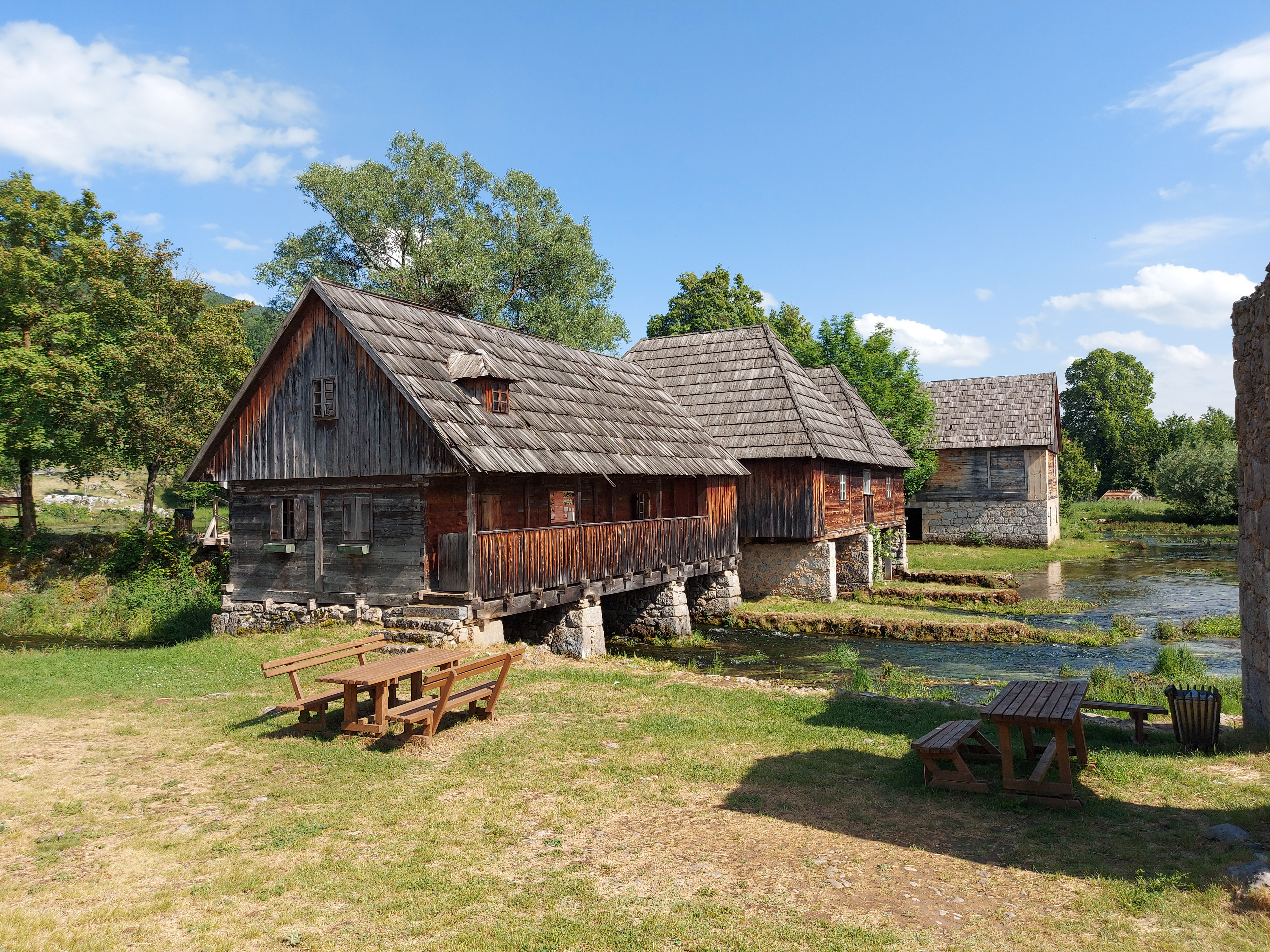
Mühlengebäude von Nordwesten